# Dolina Jamnik

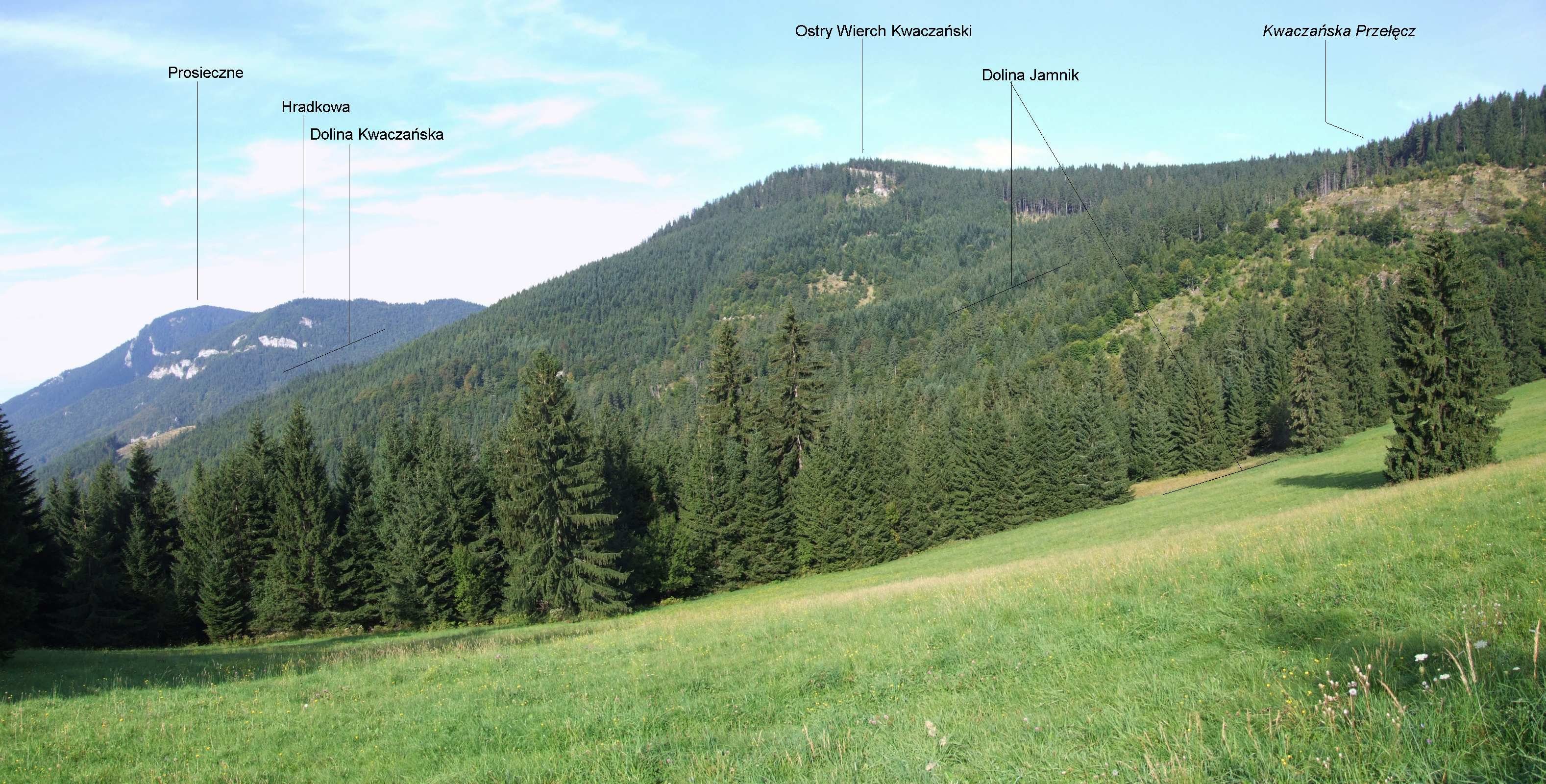
Widok z szosy po południowej stronie Kwaczańskiej Przełęczy

Dolina Jamnik (słow. Suchý jarok) – niewielka dolina wcięta pomiędzy południowo-wschodnimi stokami Ostrego Wierchu Kwaczańskiego (1128 m) a grzbietem, który od Golicy (1340 m) opada do Holi (771 m). Spływa nią potok Suchy Jarek (Suchý jarok), w Kwaczanach uchodzący do Kwaczanki jako jej lewy dopływ. W górnej części dolina rozgałęzia się na dwie dolinki, którymi spływają dwa źródłowe cieki tego potoku. Dno doliny jest w większości bezleśne, zajęte przez należące do Kwaczan łąki i pastwiska. Według polskich autorów Ostry Wierch i Golica należą do Tatr, tak więc dolina Jamnik jest doliną tatrzańską mającą wylot w Kotlinie Liptowskiej. Słowackie źródła natomiast z reguły zaliczają Ostry Wierch i Golicę do Gór Choczańskich.